# Cherryville (Pennsylvanie)
Cherryville est une census-designated place située dans le comté de Northampton, dans l’État de Pennsylvanie, aux États-Unis. Lors du recensement de 2020, elle compte 1 618 habitants.